# Oxycilla mecyanalis
Oxycilla mecyanalis là một loài bướm đêm trong họ Erebidae.